# HMS Black Prince (1904)

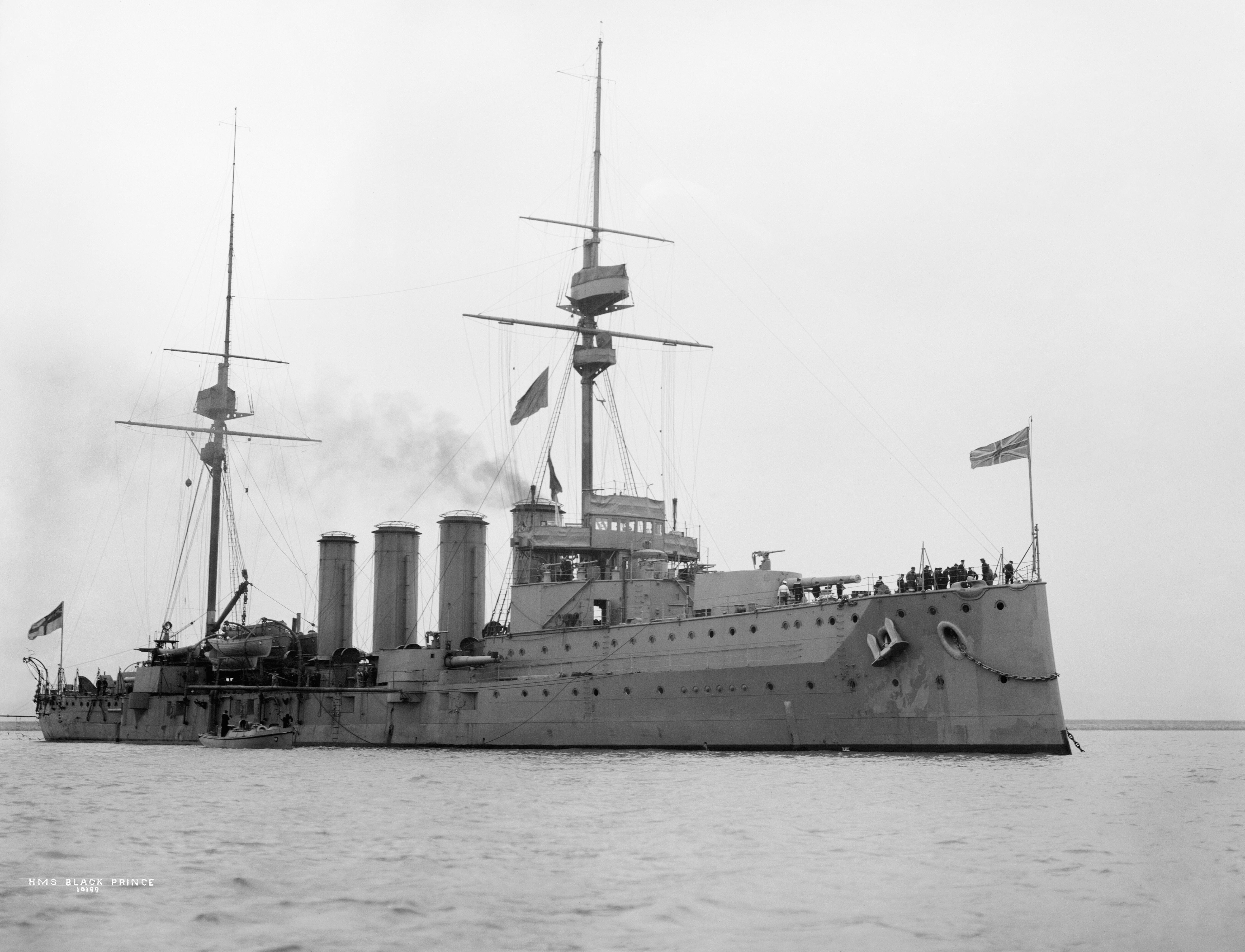
HMS Black Prince år 1914.

HMS Black Prince var en brittisk pansarkryssare av Duke of Edinburgh-klass som tjänstgjorde under det första världskriget. Hon sänktes med stora förluster i människoliv under slaget vid Jylland, den 31 maj-1 juni 1916.